# Туевик
Туевик (Thujopsis Siebold & Zucc. ex Endl.) — монотипный род вечнозелёных деревьев семейства Кипарисовые (Cupressaceae). Единственный вид — Туеви́к долотови́дный, или Туевик поника́ющий, или Туевик японский (лат. Thujópsis dolabráta).
Ранее к этому роду относили тую японскую (Thuja standishii Carrière) [syn.  Thujopsis standishii Gordon].

## Распространение и экология
Естественный ареал включает в себя японские острова Хоккайдо, Хонсю, Кюсю и Сикоку.
Растение встречается в густых влажных лесах, в горах на высотах до 2000 метров над уровнем моря.

## Ботаническое описание
В естественных условиях дерево достигает 30 м в высоту, однако в холодном климате из-за медленного роста обычно выглядит как маленькое деревце или кустарник. Ствол покрыт тонкой корой красновато-коричневого цвета, которая отслаивается длинными узкими полосками.
Ветви плоские широкие плотные, покрыты чешуевидными листьями (хвоей), расположены горизонтально, порой мутовчато, формируют плотную широкую крону пирамидальной формы.
Хвоя кожистая, сверху тёмная, снизу белёсая, обладает приятным ароматом, который распространяется при растирании чешуек. Чешуйки хвои, располагающиеся в одной плоскости по 2—4 в ряд, срастаются между собой.
Шишки с 6—10 чешуйками, округлой формы, в диаметре достигают 15 мм, что значительно превосходит размеры плодов туи. Семена размером до 7 мм имеют по два крылышка.

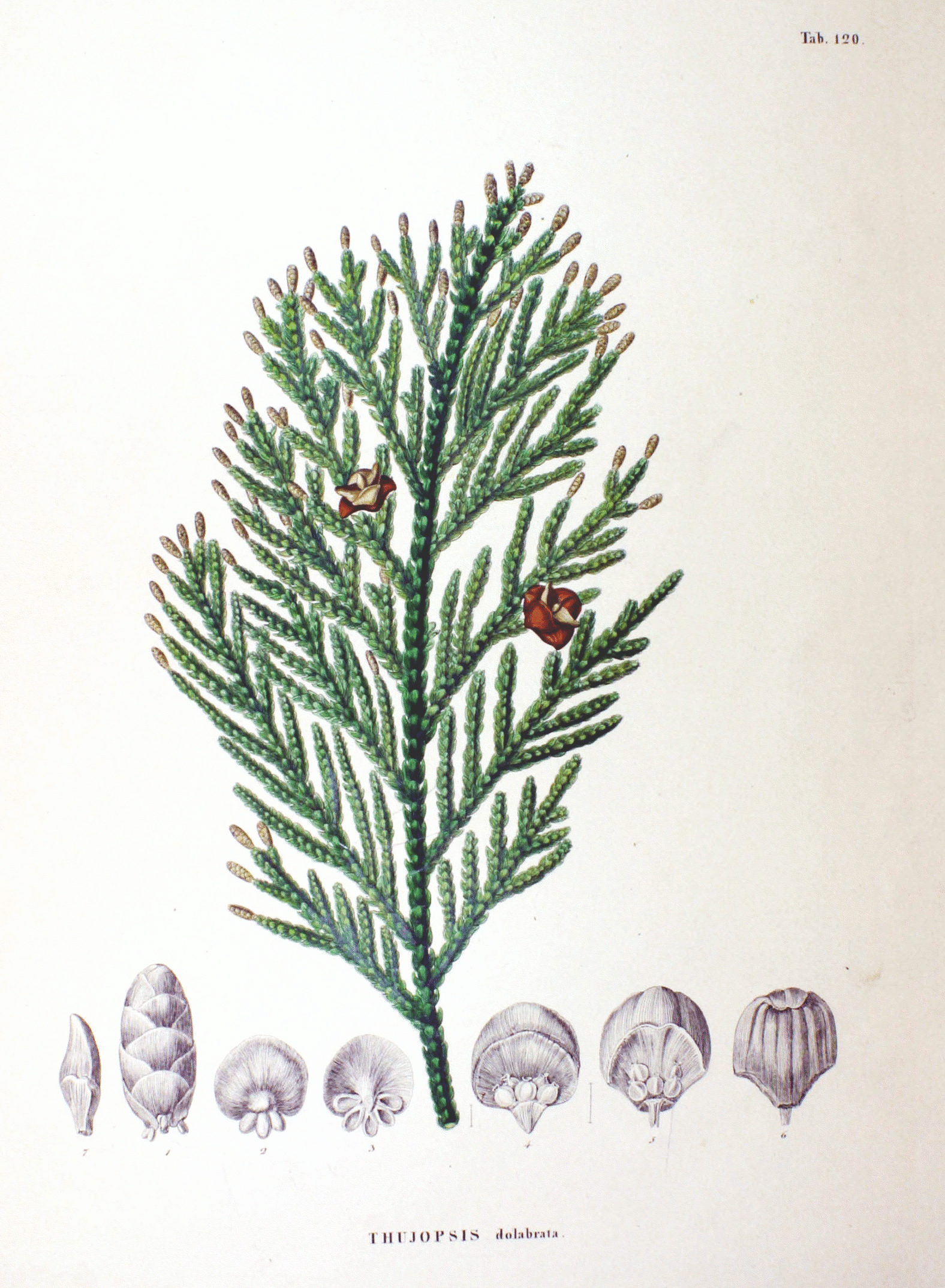
Ботаническая иллюстрация из книги «Flora Japonica», 1870

|                                                                                           |  |  |  |
| Общий вид листвы; верхняя и нижняя стороны ветвей растения; микростробилы; кора на стволе |  |  |  |

### Разновидности
- Thujopsis dolabrata f. nana (Endl.) Beissn.
- Thujopsis dolabrata var. dolabrata [syn.  Thuja dolabrata Thunb. ex L.f. — Туя долотовидная]
- Thujopsis dolabrata var. hondae Makino

## Значение и применение
Древесина дерева устойчива к гниению, обладает приятным ароматом, имеет хорошие механические свойства — лёгкая, мягкая и прочная.
Пиломатериалы из древесины туевика применяются в строительстве, кораблестроении, для изготовления шпал.
Декоративное растение, интродуцировано во многих странах Западной Европы, культивируется на Черноморском побережье Кавказа, на Южном берегу Крыма и в некоторых районах Азербайджана. В культуре растение может размножаться семенами или черенками, иногда прививкой на туе западной.
Существует несколько садовых форм, пригодных для озеленения, известны компактные и пёстролистные сорта.
В культуре преобладает пестролистная форма, а не типичная. Привезена в Голландию из Японии Зибольдом в 1859 г.